# 大江匡房
大江匡房（日语：／ Ōe no Masafua，1041年—1111年12月7日，長久二年—天永二年十一月五日）是一名日本平安時代後期公卿、儒學者和歌人，家世一向以文聞名，大江成衡以及赤染衛門是他的曾祖父母，而他自己也被讚譽為神童，11歲就懂得詩賦，在完成學業的第三年，十八歲時試第上榜，曾任東宮學士、藏人、中務大輔、右少弁、美作守、左大弁、勘解由使長官、式部大輔等職位。寬治二年（1088年）任參議，54歲當上權中納言、57歲當上大宰權師，71歲上任大藏卿任期中逝世。他的后世子孙有安艺毛利氏等氏族。

## 作品列表
- 《江家次第》
- 《狐媚記》
- 《遊女記》
- 《傀儡子記》
- 《洛陽田樂記》
- 《本朝神仙傳》
- 《續本朝往生傳》

## 語錄
- 《江談抄》

## 譯書
- 《本朝無題詩》